# Sophia Steinbrenner
Sophia Steinbrenner (falecida a 13 de dezembro de 1933) foi uma empresária americana. Ela nasceu como Sophia Minch; os seus pais eram Philip e Anna Minch de Vermilion, Ohio. Quando Anna Minch morreu em 1905, Sophia assumiu a Kinsman Transit (o negócio da família), uma grande empresa de transporte marítimo, com o marido como gerente. O filho deles, George M. Steinbrenner, tornou-se também gerente quando o seu pai morreu em 1929.
Ela era bisavó de George Steinbrenner, dono do New York Yankees por muitos anos.
Em 1884, a Sophia Minch, uma grande escuna que leva o seu nome, encalhou em Cleveland.